# Йордан Васков
Йордан (Юрдан) Николов Васков е български военен деец, майор, деец на Вътрешната македоно-одринска революционна организация.

## Биография
Йордан Васков е роден във Велес, тогава в Османската империя. Брат е на Иван, Панчо и Петър Васкови. В 1902 година завършва със седемнадесетия випуск Солунската българска мъжка гимназия. Влиза във ВМОРО. През учебната 1902-1903 година работи като български учител във Велес и едновременно с това е член на Велешкия революционен комитет.
По време на Първата световна война служи във 2-ра рота на 54-ти пехотен полк. Носител на ордени „За храброст“ IV и III ст. Убит е на 9 май 1917 година на кота 1050, Мойно Морихово, погребан е в Прилеп.